# بریدپورت
latitudeبریدپورتlongitudeبریدپورت
بریدپورت (به انگلیسی: Bridport) یک شهرک در بریتانیا است که در انگلستان واقع شده‌است.

## نگارخانه

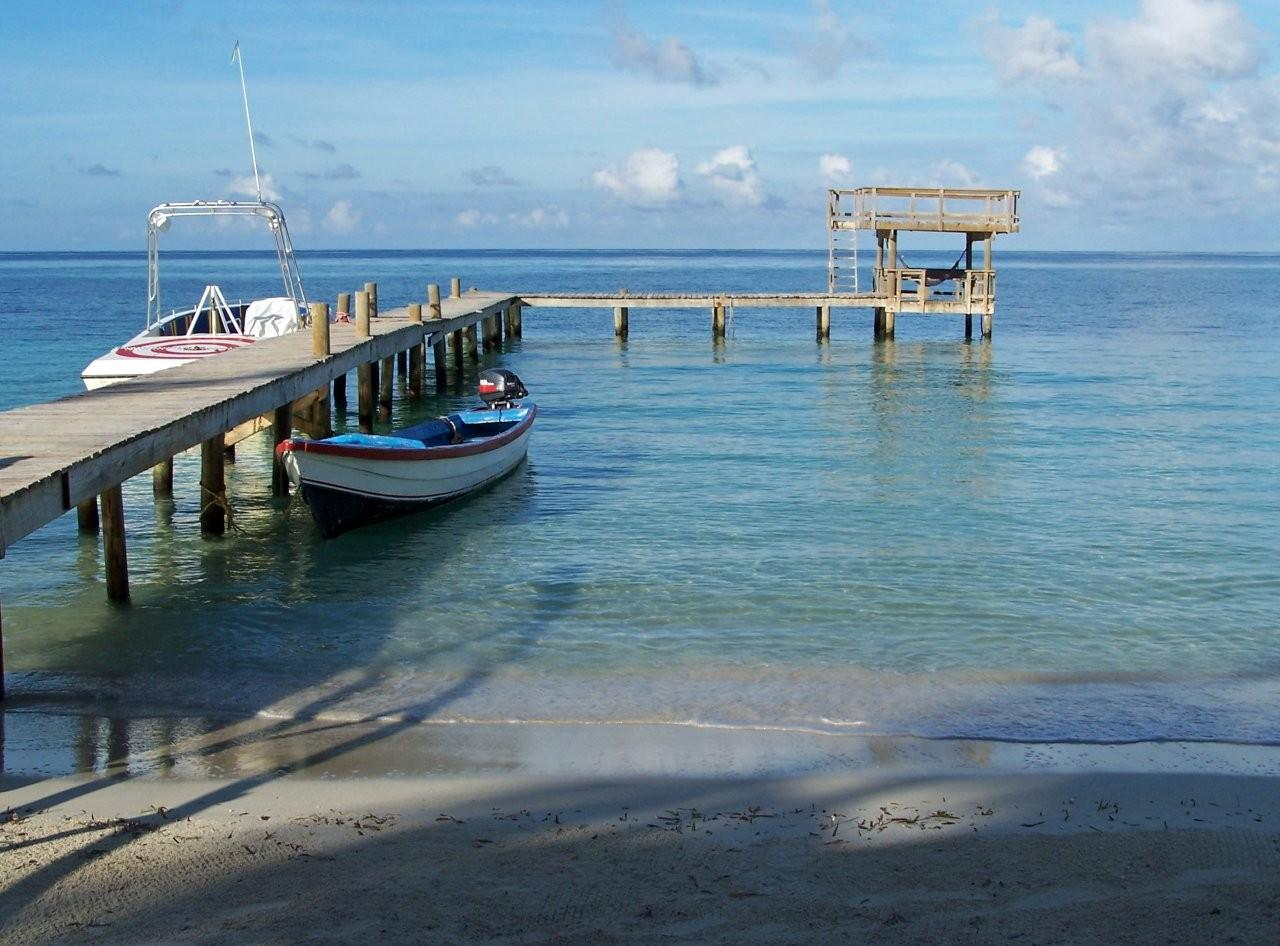

## خصوصیات
بریدپورت ۱۳٬۵۶۸ نفر جمعیت دارد.